# Sven Lindberg (attore)
Sven Lindberg (Stoccolma, 20 novembre 1918 – Stoccolma, 25 dicembre 2006) è stato un attore e regista svedese.

## Filmografia parziale
Attore
- När kärleken kom till byn, regia di Arne Mattsson (1950)
- Lita på mej älskling, anche regista (1961)
- Le avventure di Picasso (Picassos äventyr), regia di Tage Danielsson (1978)
- Glädjekällan, regia di Richard Hobert (1993)
- Spring för livet, regia di Richard Hobert (1997)

## Premi
- Guldbagge
  - 1994: "Premio Guldbagge per il miglior attore" (Glädjekällan)